# Northwest Stadium
El Northwest Stadium es un recinto deportivo ubicado en Landover, Maryland, Estados Unidos. Alberga los partidos que disputan como locales los Washington Commanders de la National Football League (NFL) y tiene una capacidad para 63.000 espectadores.
Fue inaugurado en septiembre de 1997 con el nombre de Jack Kent Cooke Stadium. Se conoció como FedExField desde 1999 hasta 2024, cuando FedEx renunció a su patrocinio. El estadio fue conocido brevemente como Commanders Field antes de que Northwest Federal Credit Union (NWFCU) comprara los derechos del nombre.
Además se ha utilizado para partidos de fútbol americano universitario, tales como Naval-Notre Dame en 1998, Virginia Tech-USC en 2004, Virginia Tech-Boise State en 2010, y el Clásico Army-Navy en 2011 y 2024.
En cuanto a fútbol, el estado albergó cuatro partidos de la Copa Mundial Femenina de Fútbol de 1999, destacándose dos encuentros de cuartos de final.
En 2005 el D.C. United recibió al Chelsea FC inglés, y en 2009 recibió al Real Madrid español. En 2011 se enfrentaron allí el Barcelona español ante el Manchester United inglés ante 81 800 espectadores. En 2014 jugaron allí El Salvador-España y D.C. United-Columbus Crew en doble jornada, así como el Manchester United ante el Inter de Milán. En 2015 jugaron las selecciones de Argentina y El Salvador.
También se realizaron varios conciertos musicales, con músicos tales como The Rolling Stones, The Strokes, Metallica, Limp Bizkit, Linkin Park, Bruce Springsteen and the E Street Band, Paul McCartney, U2 y Kenny Chesney.
El estadio ha sido criticado por la falta de transporte público; la estación de metro Morgan Boulevard se ubica a unas quince cuadras.

Panorámica del estadio.